# Будинок на вулиці Вірменській, 29
Будинок на вулиці Вірменській, 29 (також кам'яниця Августиновичівська; конскрипційний № 127; інша адреса — вул. Лесі Українки, 32) — житловий будинок XVIII століття, пам'ятка архітектури місцевого значення (охоронний № 26). Розташований в історичному центрі Львова, на вулиці Вірменській під № 29. Колишній флігель кам'яниці має адресу вул. Лесі Українки, 32 і також внесений до Реєстру пам'яток як пам'ятка архітектури національного значення (№ 346).

## Історія
Будинок зведений не пізніше 1768 року на місці двох старіших кам'яниць — Срепковичівської та Белжецького. Замовником будівництва став суддя вірменської нації Григорій Августиновича, від якого кам'яниця отримала свою назву — Августиновичівська. У 1784 нащадок Григорія Лукаш Августинович повністю перебудував кам'яницю. У XIX столітті під час чергової реконструкції добудували четвертий поверх.
Станом на 1871 рік власником будинку значилася Юзефа Люнда, у 1889 році — Ян Пясецький, у 1916 році — Сара Леа Люфт, у 1934 році — Соломея Блюм.
На початку XXI століття у будинку розташована мистецька галерея «Коло».

## Опис
Будинок чотириповерховий, тинькований, прямокутний у плані. Фасад майже симетричний, шестивіконний, оздоблення практично не має, окрім горизонтальних тяг над першим і третім поверхами. Вікна прямокутні, без декору. У сінях збереглися старовинні склепіння; також там можна побачити цікавий раритет радянських часів — список мешканців будинку.

## Видатні мешканці
У 1870-х—1880-х роках у будинку мешкав громадський діяч Йосип Данилюк, видавець газети «Praca» (укр. «робота, праця»), тут же розміщувалася і редакція газети.
У Данилюка часто гостював поет і письменник Іван Франко. Саме тут Франко разом із Іваном Белеєм готували до друку журнал «Світ».